# The Sea Chase (film)
The Sea Chase is een Amerikaanse oorlogsfilm uit 1955 onder regie van John Farrow. Het scenario is gebaseerd op de gelijknamige roman uit 1948 van Andrew Geer. Destijds werd de film in Nederland uitgebracht onder de titel Jacht op kapitein Ehrlich.

## Verhaal
De Duitse kapitein Karl Ehrlich ligt met zijn vrachtschip voor anker in de haven van Sydney in Australië, als hij op de radio hoort dat de macht van Hitler snel groter wordt in zijn vaderland. Hij zet vervolgens meteen koers naar de haven van Yokohama in Japan. Aan boord van het schip bevindt zich onder meer Elsa Keller, de Duitse verloofde van een bevriende Britse commandant. Na verloop van tijd blijkt dat hij zowel door Britse als  Australische marineschepen wordt achtervolgd.

## Rolverdeling
| Acteur          | Personage                |
| --------------- | ------------------------ |
| John Wayne      | Kapitein Karl Ehrlich    |
| Lana Turner     | Elsa Keller              |
| David Farrar    | Commandant Jeff Napier   |
| Lyle Bettger    | Hoofdofficier Kirchner   |
| Tab Hunter      | Cadet Wesser             |
| James Arness    | Schlieter                |
| Richard Davalos | Cadet Walter Stemme      |
| John Qualen     | Scheepsingenieur Schmitt |
| Paul Fix        | Max Heinz                |
| Lowell Gilmore  | Kapitein Evans           |
| Luis Van Rooten | Matz                     |
| Alan Hale jr.   | Wentz                    |
| Wilton Graff    | Generaal Hepke           |
| Peter Whitney   | Bachman                  |
| Claude Akins    | Winkler                  |